# Lưỡi hái tử thần: Huyết thống
Lưỡi hái tử thần: Huyết thống (tên tiếng Anh: Final Destination Bloodlines) là bộ phim kinh dị siêu nhiên của Mỹ ra mắt năm 2025 và đồng thời cũng là phần phim thứ sáu thuộc thương hiệu phim Lưỡi hái tử thần. Phim được đạo diễn bởi Zach Lipovsky và Adam Stein với kịch bản do Guy Busick và Lori Evans Taylor chấp bút, phát triển dựa trên cốt truyện của họ và Jon Watts. Phim có sự tham gia diễn xuất của dàn diễn viên bao gồm Kaitlyn Santa Juana, Teo Briones, Richard Harmon, Owen Patrick Joyner, Rya Kihlstedt, Anna Lore, Brec Bassinger và Tony Todd, người sẽ trở lại với vai diễn William Bludworth từ các phần phim trước.
Phim được công chiếu tại Mỹ vào ngày 16 tháng 5 năm 2025 do Warner Bros. Pictures sản xuất.

## Nội dung
Bộ phim xoay quanh một sinh viên đại học liên tục gặp các ác mộng về sự sụp đổ của gia đình cô, buộc cô phải trở về ngôi nhà của mình và tìm kiếm người có thể ngăn chặn điều đó xảy ra.

## Diễn viên
- Kaitlyn Santa Juana
- Teo Briones
- Richard Harmon thủ vai Erik
- Owen Patrick Joyner
- Rya Kihlstedt
- Anna Lore
- Brec Bassinger
- Tony Todd thủ vai William Bludworth
- Max Lloyd-Jones
- Tinpo Lee

## Sản xuất
Trước khi Final Destination 5 được ra mắt vào tháng 11, nam diễn viên của loạt phim, Tony Todd đã chia sẻ rằng nếu phần phim này trở nên thành công thì hai phần hậu truyện sẽ được sản xuất liên tiếp (back-to-back). Tháng 1, 2019, hãng New Line Cinema đã thông báo về việc một phần phim mới đang được phát triển. Patrick Melton và Marcus Dunstan đã viết kịch bản soạn thảo của phim và được mô tả là sẽ "tái hiện lại" thương hiệu phim.

## Phát hành
Lưỡi hái tử thần: Huyết thống được công chiếu tại Hoa Kỳ vào ngày 16 tháng 5, 2025 do hãng Warner Bros. Pictures  phân phối. Bộ phim đã được quay dưới định dạng IMAX và được phát hành cả hai phiên bản IMAX và định dạng thường.